# Kingdom City
Kingdom City és una població dels Estats Units a l'estat de Missouri. Segons el cens del 2000 tenia 121 habitants.

## Demografia
Segons el cens del 2000, Kingdom City tenia 121 habitants, 51 habitatges, i 36 famílies. La densitat de població era de 34,6 habitants per km².
Dels 51 habitatges en un 29,4% hi vivien nens de menys de 18 anys, en un 54,9% hi vivien parelles casades, en un 11,8% dones solteres, i en un 29,4% no eren unitats familiars. En el 21,6% dels habitatges hi vivien persones soles el 13,7% de les quals corresponia a persones de 65 anys o més que vivien soles. El nombre mitjà de persones vivint en cada habitatge era de 2,37 i el nombre mitjà de persones que vivien en cada família era de 2,69.
Per edats la població es repartia de la següent manera: un 21,5% tenia menys de 18 anys, un 5% entre 18 i 24, un 23,1% entre 25 i 44, un 32,2% de 45 a 60 i un 18,2% 65 anys o més.
L'edat mediana era de 45 anys. Per cada 100 dones de 18 o més anys hi havia 90 homes.
La renda mediana per habitatge era de 35.417 $ i la renda mediana per família de 34.583 $. Els homes tenien una renda mediana de 28.125 $ mentre que les dones 17.750 $. La renda per capita de la població era de 16.978 $. Cap de les famílies estaven per davall del llindar de pobresa.

## Poblacions més properes
El següent diagrama mostra les poblacions més properes.